# Kaelble
La società Kaelble di Backnang è stata un costruttore di veicoli commerciali, motori, mezzi da costruzione attiva dal 1884 sino al 1995.

## Storia

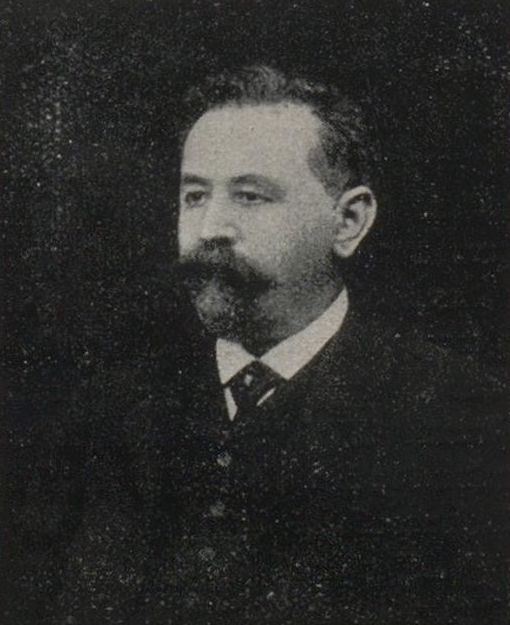
Gottfried Kaelble

La società ha origine nel 1884 a Cannstatt come Reparaturwerkstatt für Gerberei-und Dampfmaschine von Caroline und Gottfried Kaelble. Cinque anni dopo la sede si sposta a Backnang e nel 1895 iniziano a produrre macchine. Progettista fu il figlio Carl Kaelble, uno degli undici figli. Nel 1905 inizia la produzione di macchine frantumatrici per edilizia. Nel 1907 producono il loro primo autocarro. Nel 1908 producono il primo rullo compressore dell'azienda. 
Nel 1912 acquisiscono la Maschinenfabrik Carl Metz, rinominandola „Carl Metz GmbH“.
Nel 1925 nasce il Kaelble „Z1“ prima trattrice con motore Diesel al mondo. 
Carl e Hermann Kaelble fondano assieme a Anton Gmeinder la „Gmeinder & Co. GmbH“ con sede a Mosbach. 
Nel 1933 la Deutsche Reichsbahn diventa cliente dell'azienda comprando trattrici ferroviarie. 
Alla fine del 1936 viene presentato l'autocarro „6,5L“ da 6,6 tonnellate, comprato anche esso dalla Deutsche Reichsbahn. 
Per la Luftwaffe nel 1935 viene fornito il trattore aeroportuale „Z2S“ e la trattrice „Z6Wa“. 
Dal 1939 vengono prodotti anche bulldozer. Il Kaelble PR125 fu il più grande prodotto in Europa, con motore Kaelble GN125s da 130 CV.

## Secondo dopoguerra
Vennero prodotti nel dopoguerra bulldozer come il Kaelble PR630 e nel 1952 con la Gmeinder & Co GmbH il PR610, con motore Kaelble-GN110s da 100 CV. 
Dal 1952 gli autocarri K630K, K631L, K832L, KDV836E erano concorrenti di marchi come Henschel, Magirus-Deutz, MAN e Mercedes-Benz. 
La Deutsche Bundespost utilizzò veicoli come il „K410“, „K612“ e nel 1963 il „KDV12Z6“.

## Insolvenza
Come conseguenza della crisi libica nel 1996 la società entra in insolvenza. viene scorporata la divisione locomotive e trasmissioni nella nuova società Kaelble Baumaschinen- und Reparaturgesellschaft mbH. Anch'essa fallisce nel 2002. Acquisita dalla Terex Deutschland GmbH, nasce la Terex-Kaelble di Backnang. Nel 2010 la società viene acquisita dalla Atlas Maschinen GmbH. La produzione spostata in Bulgaria dal 2012.

## Prodotti

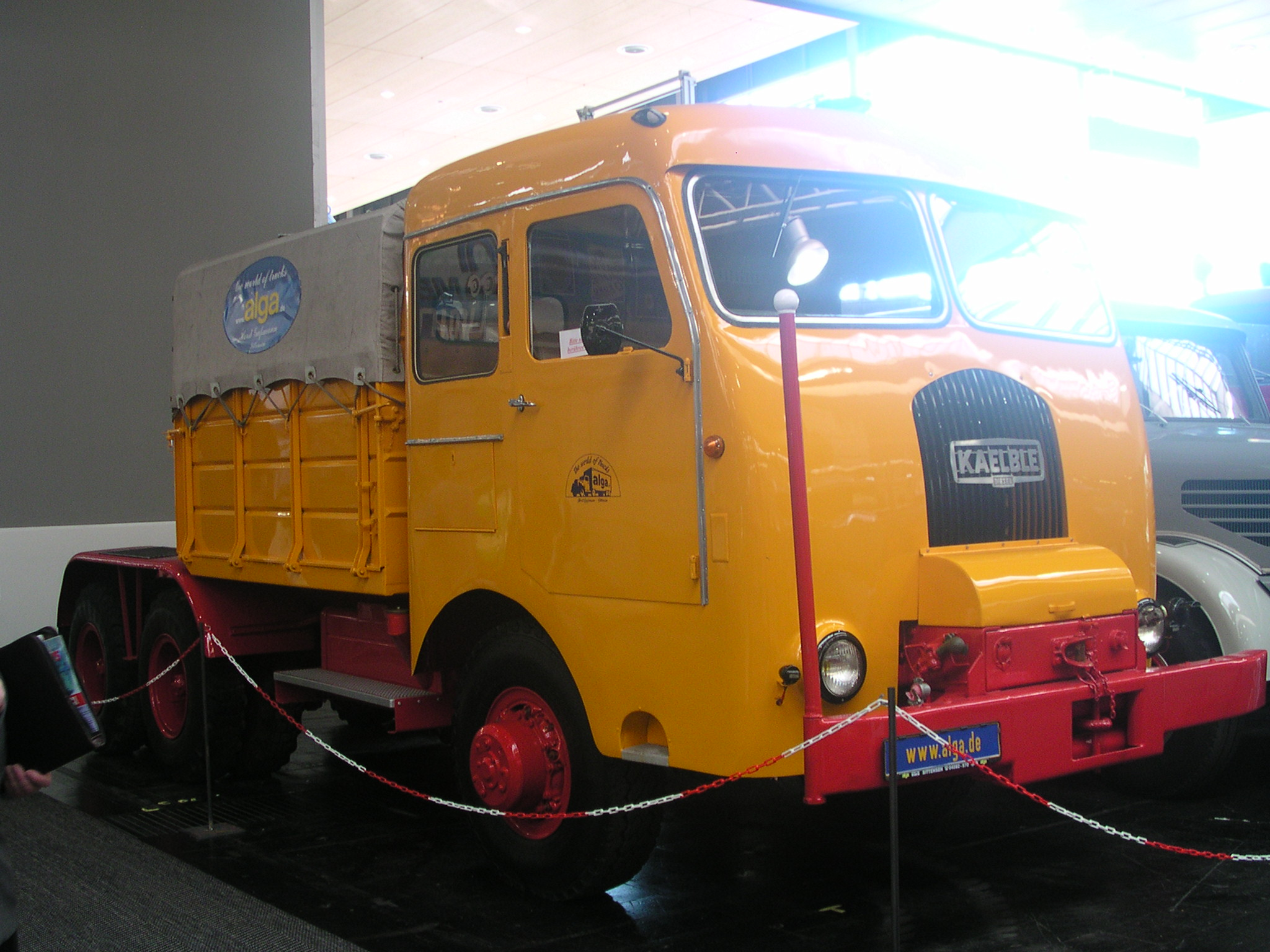
K 631 SF (1951)
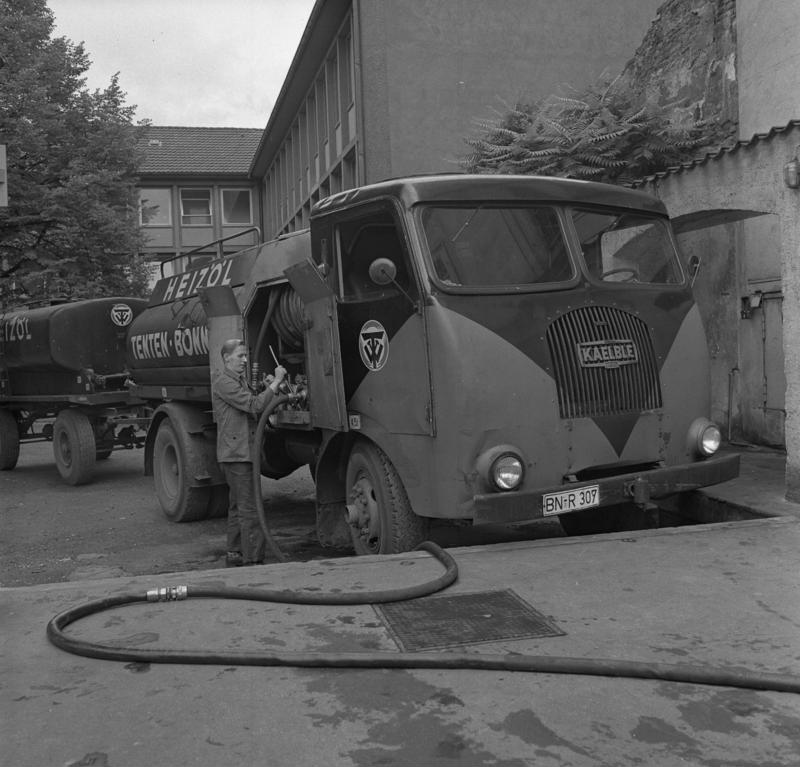
Kaelble K631LF (1951)
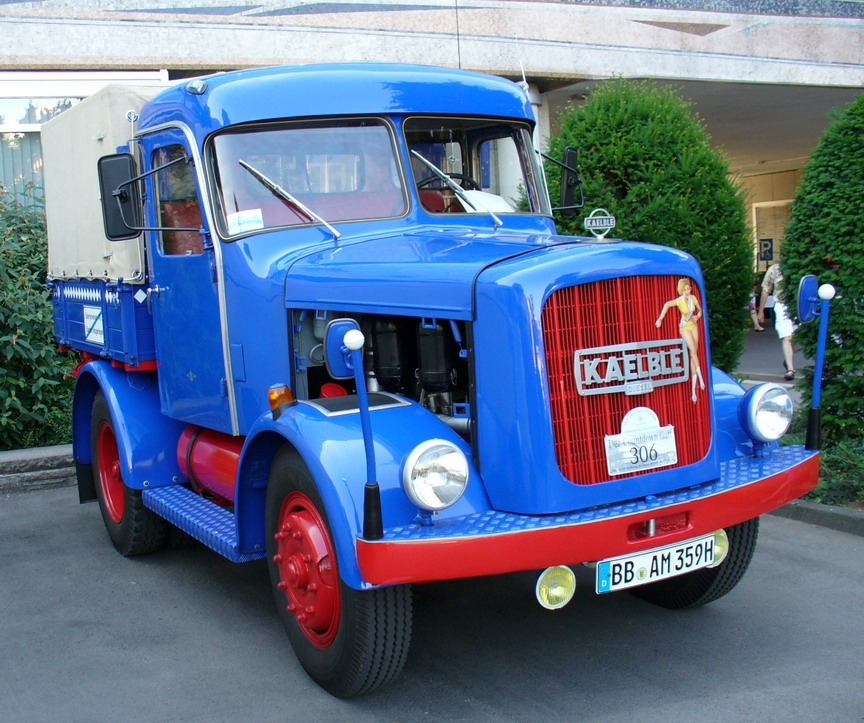
Kaelble K 415 Z (1955)
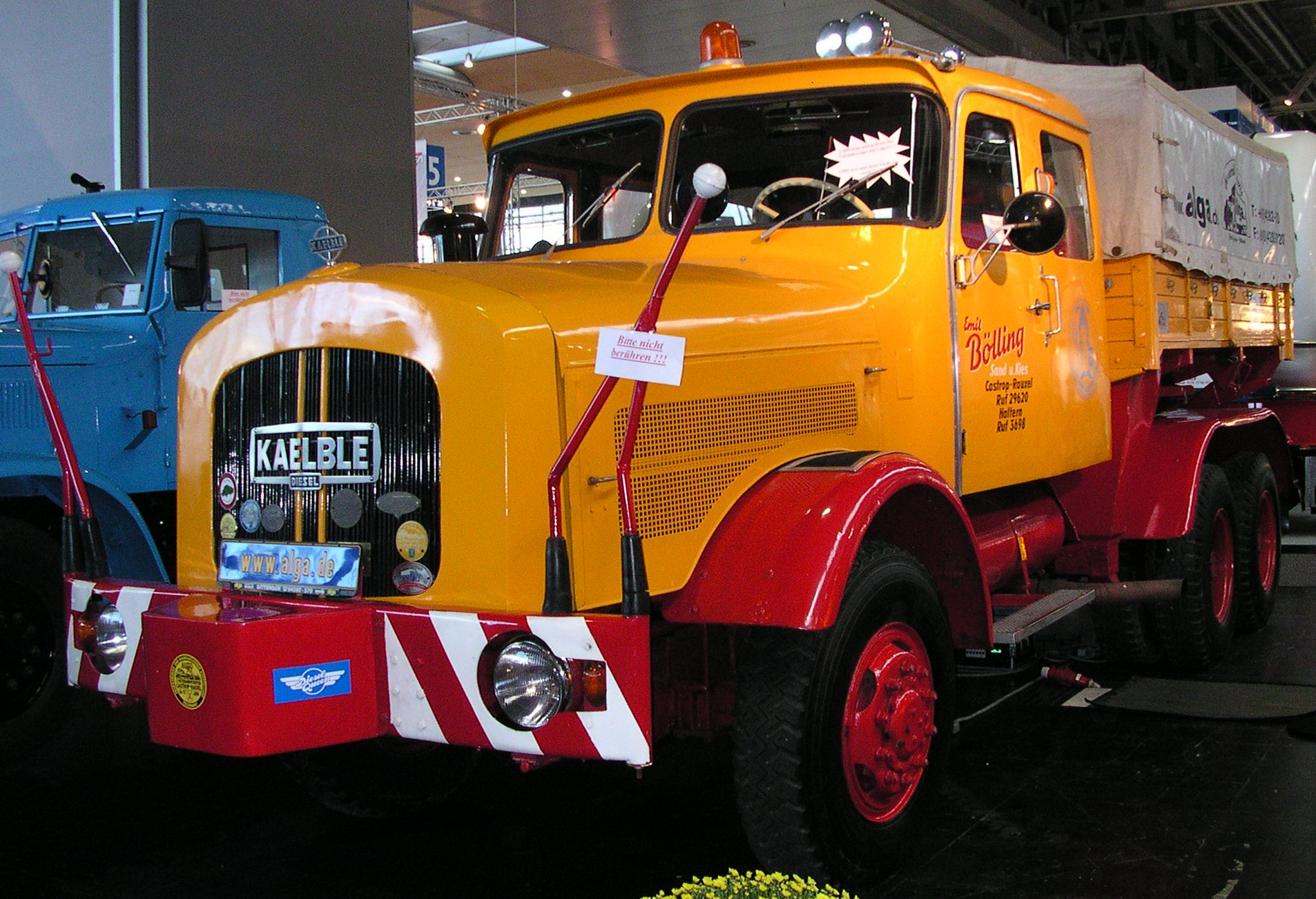
Kaelble KDV 12 E6 (1958)
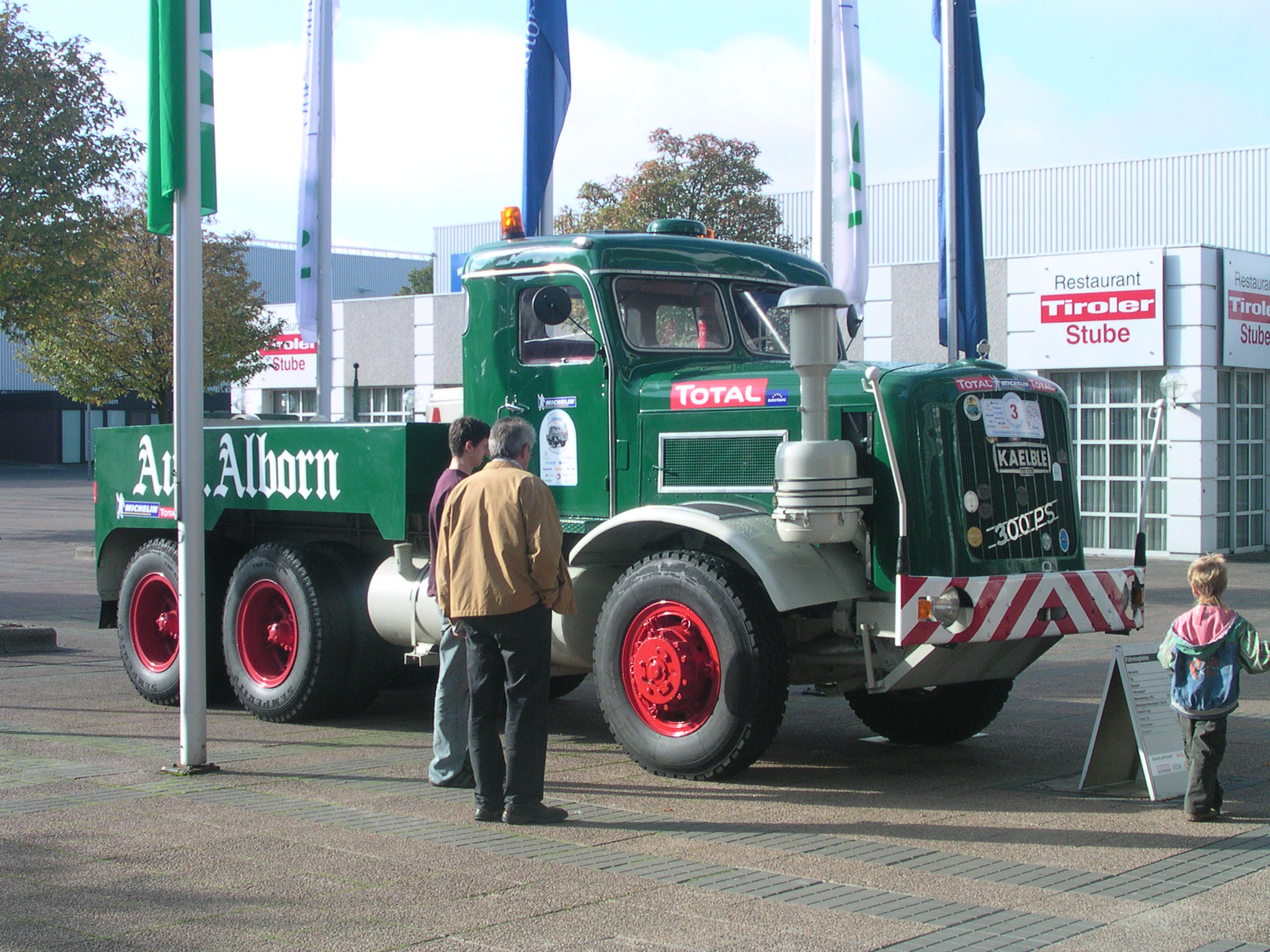
Kaelble KDV 22 S (1962)
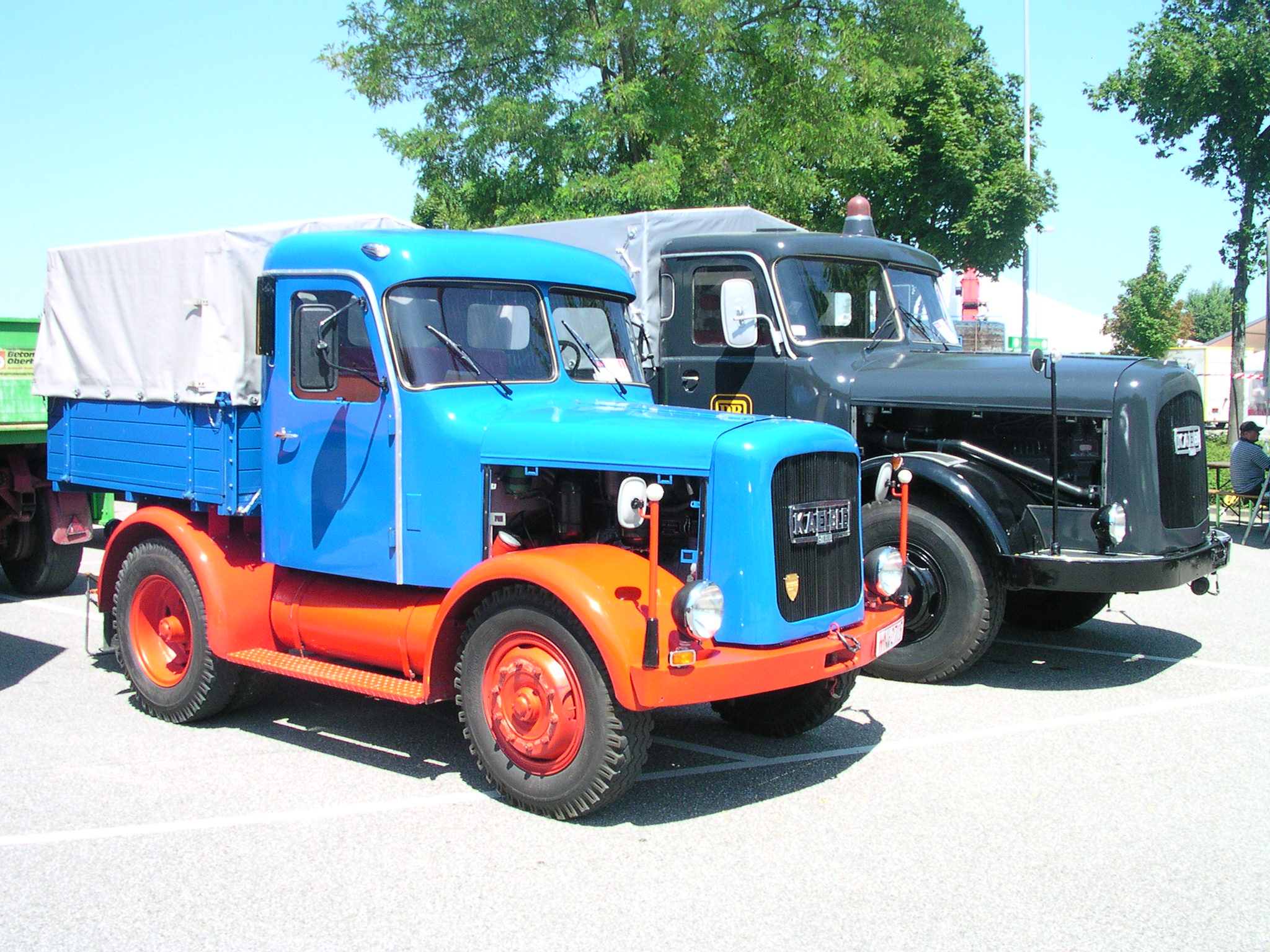
Kaelble K 415 Z e Kaelble K 632 ZB 15
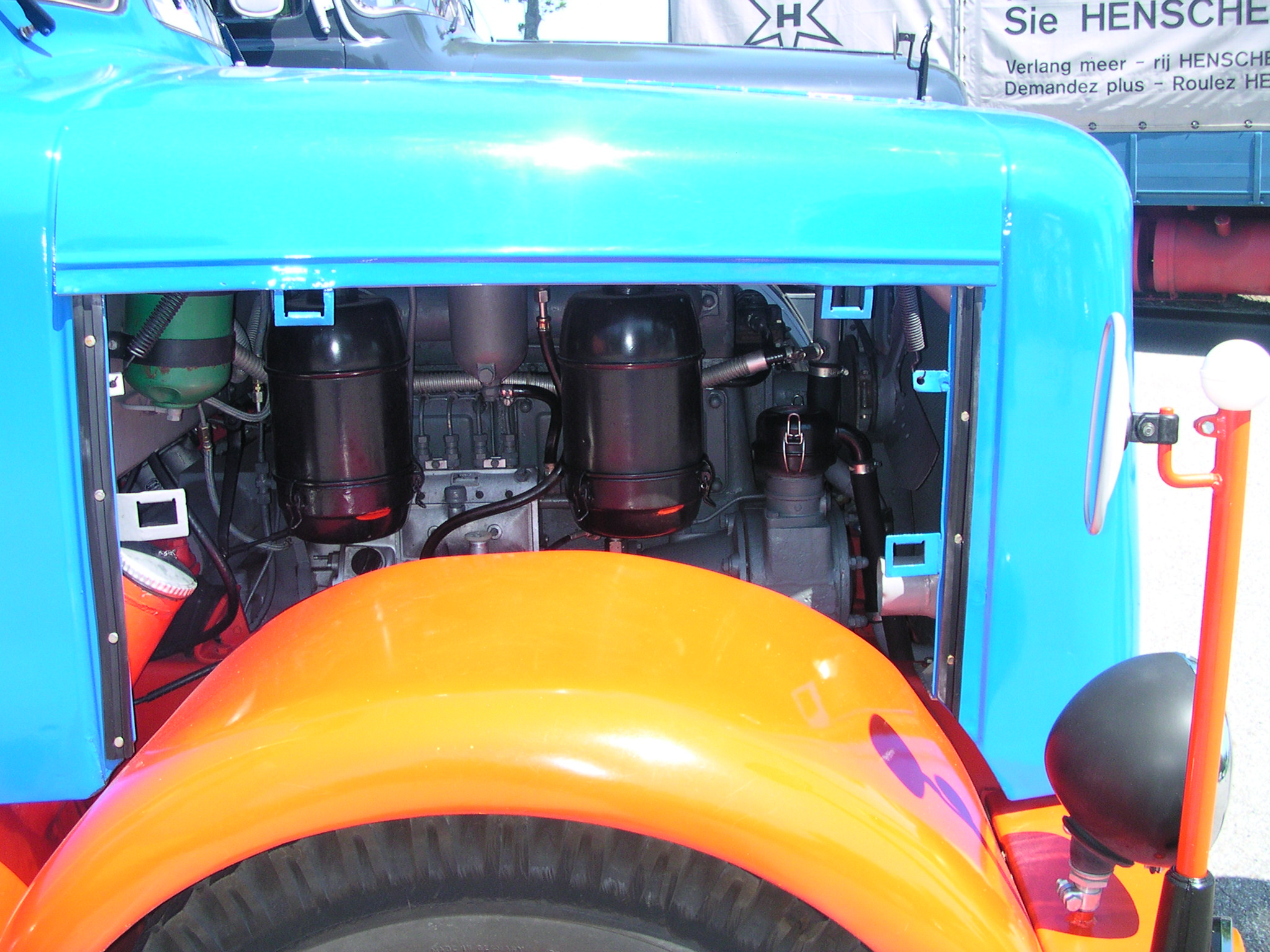
Sede motore Kaelble K 415 Z
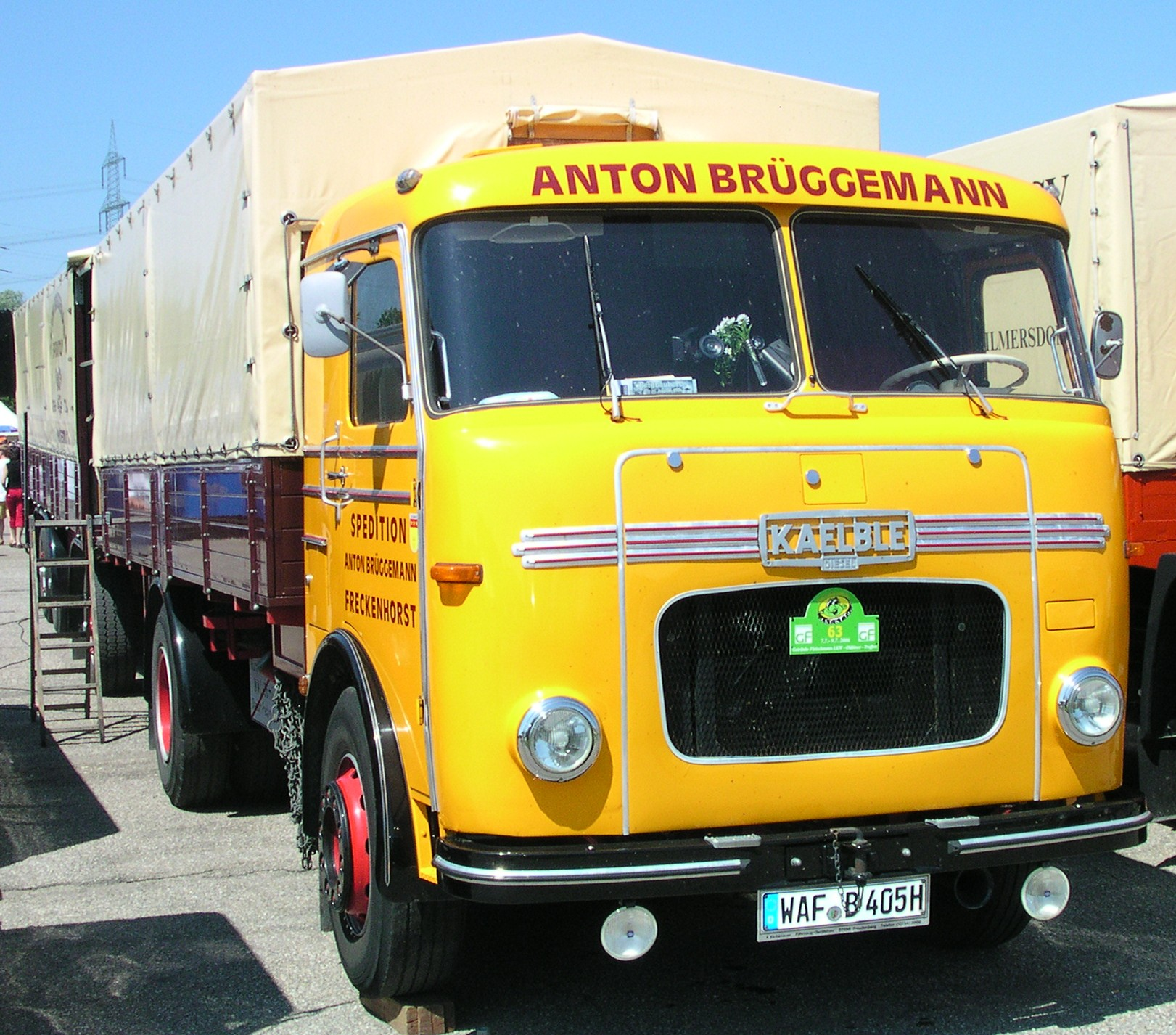
Kaelble K 652 LF
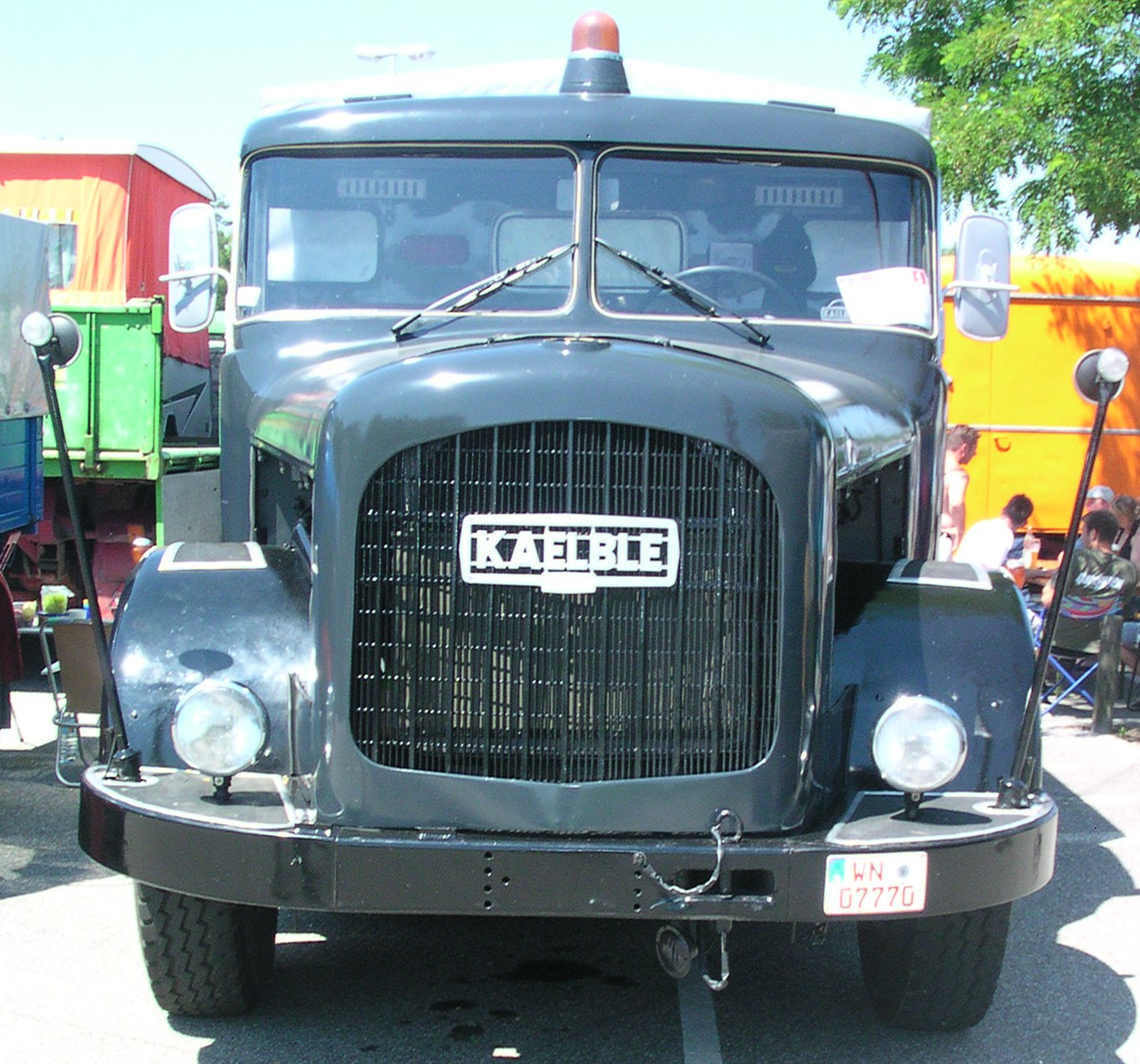
Kaelble K 632 ZB 15 (1971)
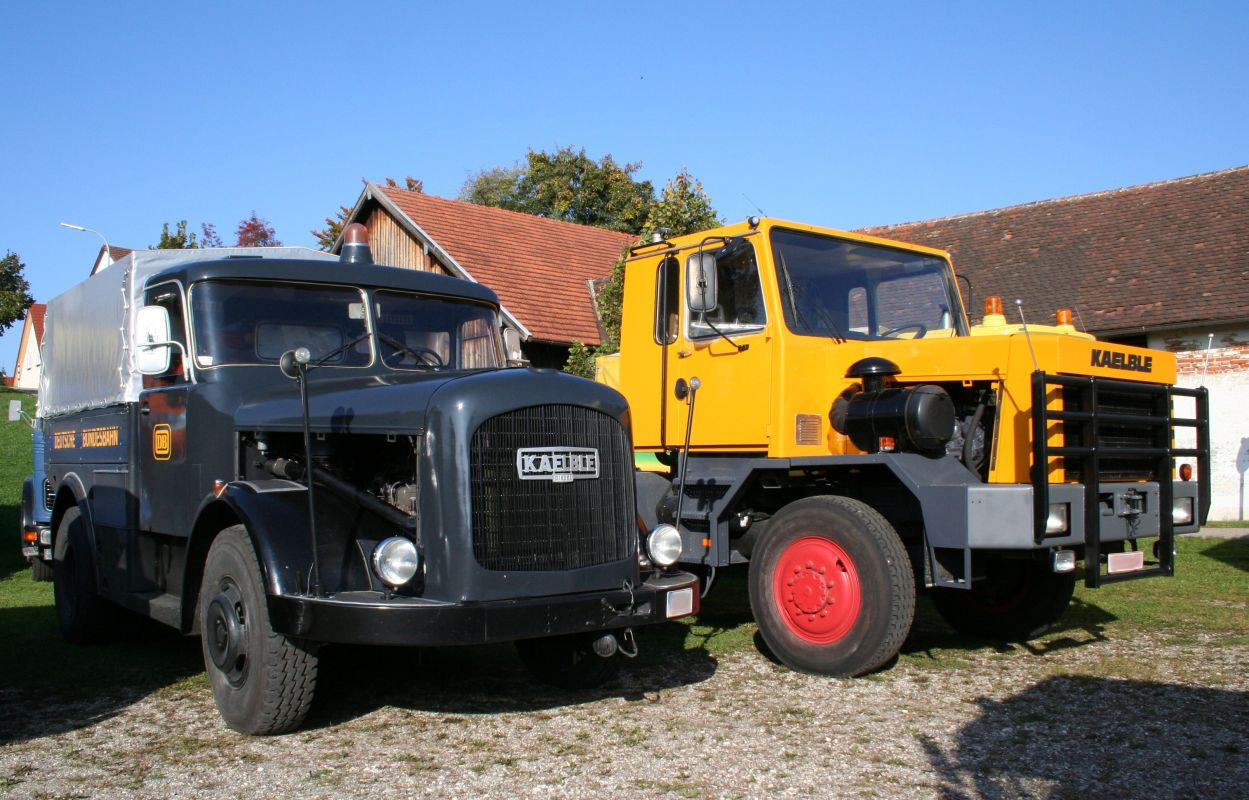
Typ K632ZB/15 (1971) e Typ KD34S (1984)